# Gonomyia bata
Gonomyia bata är en tvåvingeart som beskrevs av Alexander 1975. Gonomyia bata ingår i släktet Gonomyia och familjen småharkrankar.
Artens utbredningsområde är Nigeria. Inga underarter finns listade i Catalogue of Life.